# 普魯士美德
普魯士精神（德語：Preußische Tugenden）是指普魯士王國歷史悠久的美德傳統，特別是普魯士陸軍中的道德規範和軍國主義，還指特別受加爾文主義影響的資產階級價值觀。它極大地影響了德國的文化，例如塑造了當代德國注重效率、節儉和紀律的刻板印象。

## 舉例
- 節儉
- 勇氣
- 決心
- 紀律
- 不自怨自艾（德語：Tapferkeit ohne Wehleidigkeit）
- 直率
- 宗教寬容（德語：Gottesfurcht bei religiöser Toleranz）[2]
- 仁慈
- 廉潔
- 勤奮
- 忠誠
- 服從
- 守時
- 可靠
- 克制
- 自省
- 責任感（德語：Pflichtbewusstsein）
- 正義感（德語：Gerechtigkeitssinn）
- 秩序
- 真誠[3]
- 從屬關係（德語：Unterordnung）
- 堅韌

## 外部連結
- www.Preussen.org （页面存档备份，存于）
- www.Preussen.de: Ministerpräsident Platzeck: "Der Umgang mit dem preussischen Erbe in Brandenburg"
- YouTube上的Garrisonkirche carillon before the war This 37 second recording is the only one known to exist of the original carillon of the Potsdam Garrison Church. It is playing Mozart's melody for "Üb' immer Treu und Redlichkeit" by Ludwig Christoph Heinrich Hölty (1748–1776).